# Piletocera flavalis
Piletocera flavalis là một loài bướm đêm trong họ Crambidae.